# Ilyushin Il-38
O Ilyushin Il-38 "Dolphin" (Designação OTAN: May) é uma aeronave de patrulha marítima e de Guerra antissubmarino, projetada na União Soviética. Esta aeronave foi um desenvolvimento da aeronave turboélice de transporte Ilyushin Il-18.

## Projeto e desenvolvimento
O Il-38 é uma adaptação do turboélice quadrimotor Ilyushin Il-18 para uso como aeronave de patrulha marítima para a Marinha Soviética. Ela possui defesas contra mísseis balísticos lançados por submarinos americanos. O Comitê Central do Partido Comunista e o Conselho de Ministros emitiram uma diretiva conjunta em 18 de Junho de 1960, solicitando que um protótipo estivesse pronto para testes no segundo trimestre de 1962. A fuselagem, asa, cauda e naceles dos motores eram as mesmas do Il-18 e tinha a mesma motorização e cabine de comando. Um protótipo aerodinâmico do Il-38 voou pela primeira vez em 28 de Setembro de 1961, com a primeira aeronave de produção seguindo em Setembro de 1967. A produção continuou até 1972, quando o mais longo e mais versátil Tupolev Tu-142 derivado do bombardeiro estratégico Tupolev Tu-95 entrou em serviço.
Sua estrutura é baseada no Il-18, com as asas sendo movidas 3 m (9.84 ft) para frente. Diferente do Il-18, apenas a fuselagem dianteira do Il-38 era pressurizada. A cauda continha um detector de anomalia magnética, enquanto a fuselagem dianteira possuía um radar de busca Berkut ("Golden Eagle") (chamado de "Wet Eye" pela OTAN) em um radome. Possui duas baias internas para armas, uma a frente da asa com bóias sonares e outra atrás da asa para armas.
Algumas fontes ocidentais dizem que 58 foram produzidos; o comandante do esquadrão de Guerra antissubmarino na base aérea de Ostrov afirmou que a Aviação Naval Soviética recebeu 35 aeronaves, das quais cerca de trinta permanecem em serviço. Cinco foram repassadas à Índia em 1977 e 1983. No meio dos anos 1990 parece que o avião comercial Tu-204/Tu-214 venceu uma competição contra o anfíbio Beriev A-40/Be-42 para substituir os Il-38 em serviço na Rússia, mas falta de fundos afundaram o projeto. Mais recentemente, uma versão do A-40 parece estar sob desenvolvimento para substituir o Il-38.
A Índia recebeu três Il-38 ex-soviéticos em 1977, com mais dois chegando em 1983. As modificações indianas incluíram pilones na fuselagem para carregar o Míssil antinavio Sea Eagle. Os Il-38 da Marinha Indiana foram enviados de volta para a Rússia para atualizações. Eles irão incorporar a nova suíte de aviônicos Sea Dragon, com um novo radar, uma torre FLIR sob o nariz e um sistema SIGINT em uma estrutura montada na fuselagem dianteira. Três aeronaves modificadas, designadas Il-38 SD, foram entregues à Marinha Indiana. Existem relatos de esforços para adicionar a capacidade de disparar os mísseis de cruzeiro Indo-Russos Brahmos a partir desta aeronave. Mockups foram exibidos com o Brahmos sob os pilones das asas em aeronaves da Marinha Indiana.

## Histórico operacional
Um protótipo foi perdido no início dos anos 1970 quando foi forçado a amerrisar.
O Il-38 foi operado por unidades em frotas no Norte, Pacífico e Báltico soviéticos. Em março de 1968 um esquadrão de Il-38s foi enviado para Cairo, no Egito, operado por tripulações soviéticas mas em marcas egípicias, até serem retirados em 1972. Os Il-38 continuaram a servir sobre o mar durante a Guerra Fria, voando de Aden no Iêmen do Sul, Asmara que era na Etiópia, Líbia e Síria. Dois Il-38 foram atacados no solo durante um ataque de comando e pelo menos um foi destruído pelos soldados da Frente de Libertação do Povo Eritreu em 1984 em Asmara. Após o fim da Guerra Fria e a dissolução da União Soviética, os Il-38 permanecem em serviço nas frotas do Ártico e Pacífico da Marinha Russa.
O tipo fez sua primeira visita à base da OTAN em 1995, em Jacksonville. Sua primeira aparição em um show aéreo no ocidente foi em 1996 na Royal International Air Tattoo no Reino Unido.
Um acidente trágico de colisão no ar ocorreu no dia 1 de Outubro de 2002, durante celebrações de jubileu de prata do esquadrão indiano. O IN302 e o IN304, que estavam voando paralelos um ao outro, tiveram uma colisão no ar sobre o aeroporto de Dabolim, em Goa. Todos os doze tripulantes (seis em cada aeronave) foram mortos e ambas aeronaves destruídas.
No dia 7 de Dezembro de 2010, dois Il-38 da Marinha russa apareceram no Mar do Japão próximo à Península de Noto, interrompendo exercícios militares do Japão e Estados Unidos. Os exercícios foram temporariamente suspensos devido à preocupação dos Il-38 estarem em missões de vigilância sobre as atividades navais do Estados Unidos e Japão.

## Versões

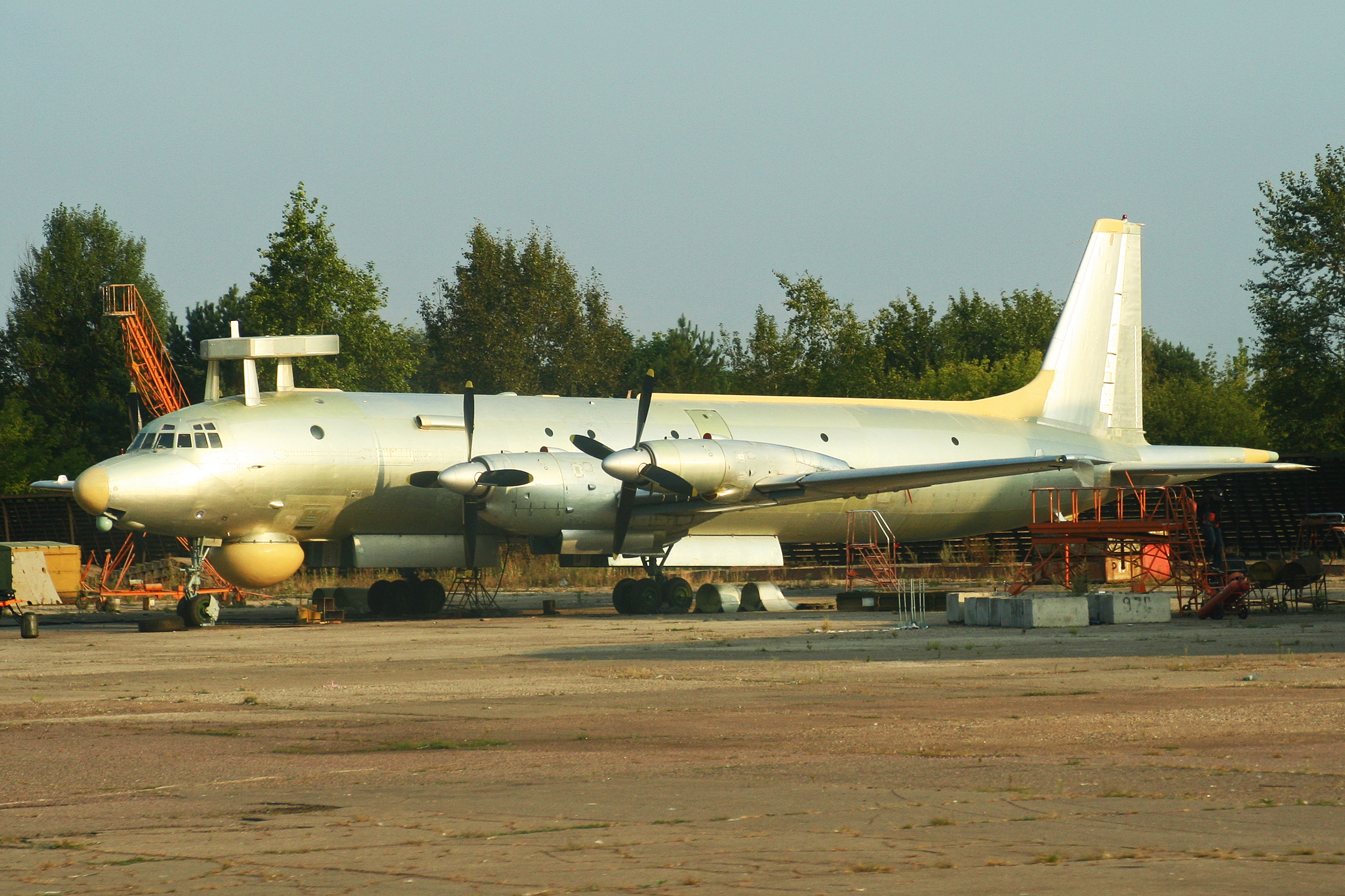
Um Ilyushin IL-38 sem registro, posteriormente entregue à Marinha da Índia em 1983 e sendo o primeiro Il-38 a ser modernizado para o padrão SD.

Il-38
Aeronave de produção
Il-38M
Versão modificada com uma sonda receptora como parte de um sistema de reabastecimento em voo. Não entrou em serviço
Il-38MZ
Uma versão modificada para aeronave-tanque do Il-38. Não entrou em serviço
Il-38N
Versão melhorada, por vezes referida como Il-38SD devido ao sistema de busca Sea Dragon. A versão para a marinha russa é equipada com o sistema Novella. O Il-38N é capaz de obter alvos aéreos em alcances de até 90 quilômetros e seguir objetos na superfície dentro de um raio de 320 km. 8 aeronaves foram entregues para a marinha russa. Aeronaves modernizadas anti-submarino entraram em serviço na frota russa do Pacífico.

## Operadores

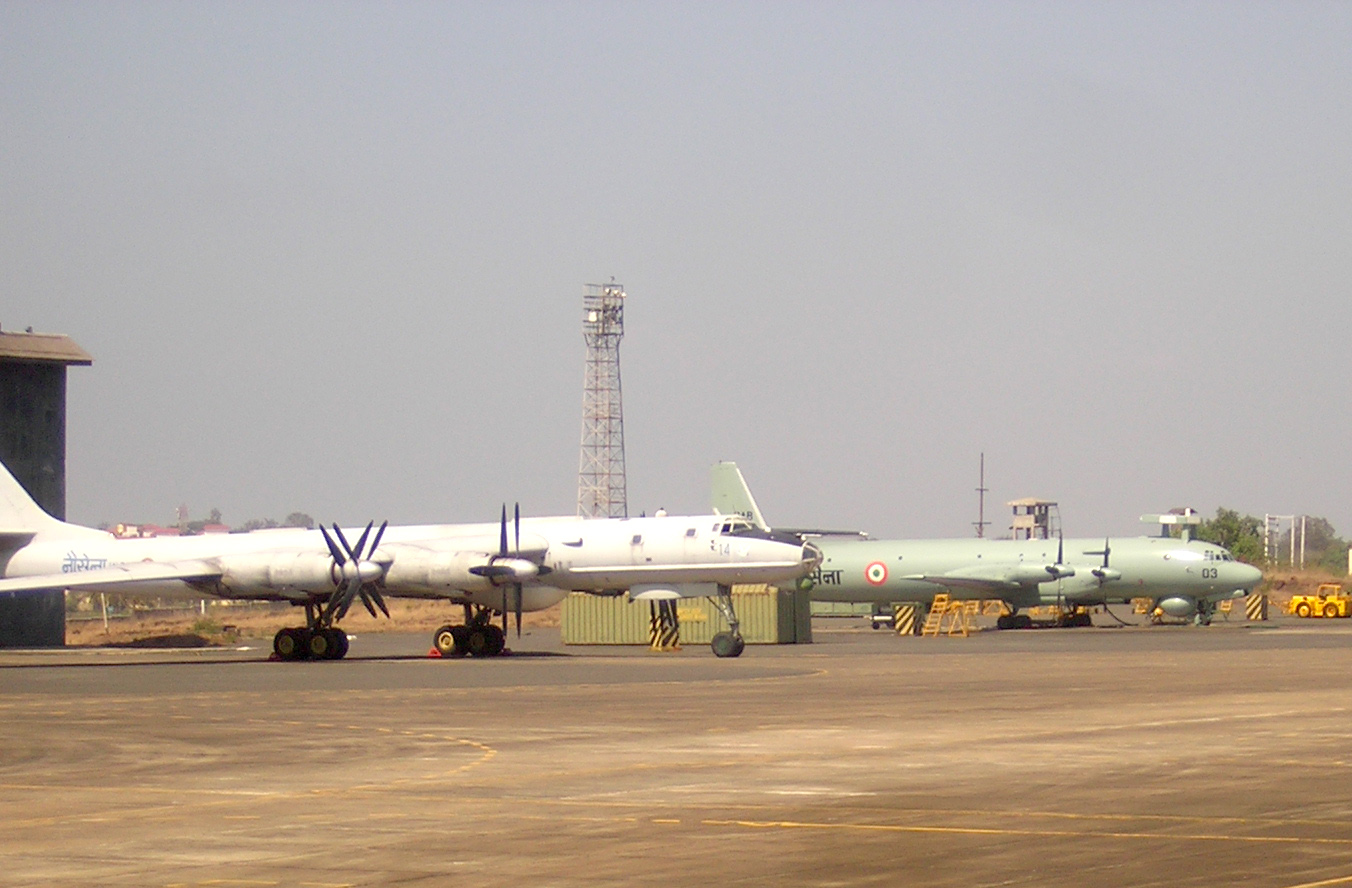
Il-38 da Marinha Indiana na INS Hansa em Goa, com um Tupolev Tu-142 ao fundo.

Índia
- Aviação Naval Indiana

 Rússia
- Aviação Naval Russa

 União Soviética
- Aviação Naval Soviética